# ウクライナ・バス
商務企業・有限責任会社「ウクライナ・バス」(ウクライナ語:ДП ТОВ "Український автобус"ウクライィーンスィクィイ・アウトーブス；ロシア語:ДП ООО "Украинский автобус"ウクライーンスキイ・アフトーブス)は、ウクライナのバス販売ディストリビューターである。所在地は首都キーウである。

## 概要
ウクライナ・バスは、ウクライナの自動車メーカー集団ボフダーン・コルポラーツィヤに所属しており、その主力商品であるマイクロバス「ボフダーンA092」を販売している。「ボフダーンA092」はいすゞ自動車のエルフをもとにチェルカースィにあるチェルカースィ・バスで製造されている。
ウクライナ・バスではその他にルーツィク自動車工場で製造されている40 名乗りのバス「A144」（市内バスとして用いられる）やスクールバス（A301)なども販売している。また、いすゞ製の4.5 tトラック（NQR71）も販売している。